# Нижньотеплівська сільська рада
| Нижньотеплівська сільська рада — колишній орган місцевого самоврядування у Станично-Луганському районі Луганської області з адміністративним центром у с. Нижньотепле. Сільській раді підпорядковані населені пункти: - с. Нижньотепле - с. Артема - с. Піщане - с. Середньотепле |

## Склад ради
Рада складається з 18 депутатів та голови.

### Керівний склад ради
| ПІБ                      | Основні відомості                                                         | Дата обрання | Дата звільнення |
| ------------------------ | ------------------------------------------------------------------------- | ------------ | --------------- |
| Ушакова Наталія Іванівна | Сільський голова, 1958 року народження, освіта, позапартійна              | 26.03.2006   | 31.10.2010      |
| Ушакова Наталія Іванівна | Сільський голова, 1958 року народження, освіта вища, член Партії регіонів | 31.10.2010   |                 |

Примітка: таблиця складена за даними джерела